# Барнс, Эдвард
Генерал-лейтенант сэр Эдвард Барнс (1776 — 19 марта 1838) — британский полководец, губернатор Доминики и Цейлона.

## Военная карьера
Барнс вступил в 47-й пехотный полк в 1792 году и быстро дослужился до офицерского звания. Он был повышен до подполковника в 1807 году, принял участие во вторжении на Мартинику в 1809 году и в 1810 году получил чин полковника. В 1808—1812 годах был губернатором Доминики. Двумя годами позже он служил при штабе Артура Уэлсли, герцога Веллингтона, во время Испано-французской войны. Заслуги Барнса на этом поприще способствовали его дальнейшему повышению; как генерал-майор, он возглавил бригаду в битве при Витории и Пиренейских битвах. Он был награждён Золотым крестом с тремя планками за свою службу во время данной войны. Барнс принял участие в кампании 1815 года как генерал-адъютант и был ранен в битве при Ватерлоо. Будучи уже рыцарем-командором (KCB) ордена Бани, он получил австрийский орден Марии Терезии 3-й степени и российский орден Святой Анны 1-й степени (06.08.1815).
С 1819 года его карьера оказалась связана с Цейлоном. Генерал-лейтенант Барнс стал временно исполняющим обязанности губернатора Цейлона с 1 февраля 1820 года, сменив Роберта Браунригга, и пробыл на этом посту до 2 февраля 1822 года. Непосредственно губернатором Цейлона он стал 18 января 1824 года, сменив Джеймса Кэмпбелла и занимая должность вплоть до 13 октября 1831 года. Он руководил строительством военной дороги между Коломбо и Канди и многих других путей сообщения, провёл первую перепись населения и ввёл выращивание кофе, основанное на вест-индской системе (1824). В 1831 году он стал рыцарем Большого Креста ордена Бани. В 1832—1833 годах он был главнокомандующим Индии, получив местное звание генерала.
По возвращении домой, на дополнительных выборах в парламент в 1834 году он выступал как кандидат консерваторов от Садбери. Голоса между ним и ещё одним кандидатом разделились поровну, и чиновник, официально контролировавший ход выборов, отдал свой решающий голос Барни и объявил его избранным. Однако соперник выступил против, заявив, что чиновник не имел права решающего голоса, и вопрос так и не был решён до роспуска парламента. На всеобщих выборах 1835 года Барнс проиграл с небольшим отставанием, но уже в 1837 году, с третьей попытки, стал членом парламента. Однако уже в следующем году он умер.
В честь сэра Эдварда Барнса в Коломбо была установлена памятная статуя; художником Джоном Вудом написан его портрет.